# Véranne
Véranne település Franciaországban, Loire megyében. Lakosainak száma 917 fő (2022. január 1.). Véranne Roisey, Colombier, Doizieux, Maclas és Saint-Appolinard községekkel határos.

## Népesség
A település népessége az elmúlt években az alábbi módon változott:
| Lakosok száma | 478  | 452  | 506  | 667  | 828  | 829  | 835  | 877  | 898  | 917  |
|               | 1968 | 1982 | 1990 | 2006 | 2013 | 2015 | 2017 | 2019 | 2020 | 2022 |